# Fútbol bandera en los Juegos Mundiales de 2022
El Fútbol bandera fue uno de los deportes en los que se compitió en los Juegos Mundiales de 2022, lo cual significó el debut de la disciplina en unos Juegos Mundiales, en este caso como un deporte de exhibición.
Las competencias se disputaron tanto en la rama femenil como varonil entre el 10 y el 14 de julio de 2022 en el estadio Legion Field de la ciudad de Birmingham.
El torneo será presentando en alianza con la NFL y organizado por USA Football.

## Clasificación
Clasificarán 8 selecciones nacionales por rama, una de las cuales es la de Estados Unidos, que participa como país sede.
Además de ellos, los siete primeros lugares del Campeonato Mundial de Flag Football de 2021 que se celebrará en Israel serán los que participen en el torneo.

## Medallero
| Evento  | Oro            | Plata          | Bronce |
| ------- | -------------- | -------------- | ------ |
| Varonil | Estados Unidos | Italia         | México |
| Femenil | México         | Estados Unidos | Panamá |